# Tim Marsman
Tim Marsman (Hattem, 4 de octubre de 2000) es un deportista neerlandés que compite en ciclismo en la modalidad de ruta. Ganó una medalla de bronce en el Campeonato Europeo de Ciclismo en Ruta de 2022, en la prueba de contrarreloj por relevos mixtos sub-23.

## Medallero internacional
| Campeonato Europeo | Campeonato Europeo | Campeonato Europeo | Campeonato Europeo                     |
| Año                | Lugar              | Medalla            | Competición                            |
| ------------------ | ------------------ | ------------------ | -------------------------------------- |
| 2022               | Anadia (Portugal)  | Medalla de bronce  | Contrarreloj por relevos mixtos sub-23 |

## Palmarés
2022
- 1 etapa del Tour de Normandía

2023
- Tour de Loir-et-Cher, más 1 etapa

2025
- 1 etapa del Tour de Olympia